# Giampaolo Fabris
Giampaolo Fabris (Livorno, 6 gennaio 1938 – Milano, 20 maggio 2010) è stato un sociologo italiano.
È stato uno dei pionieri nelle ricerche sull'opinione pubblica in Italia insieme a Pierpaolo Luzzatto Fegiz e Ernesto Norbedo. È stato, a livello nazionale, uno dei maggiori esperti nello studio del consumatore e della pubblicità. È stato inoltre il fondatore di un nuovo approccio allo studio del consumatore: il cosiddetto Societing.

## Biografia
Fabris inizia a lavorare, nel 1962, per la Doxa dirigendo il Bollettino Doxa che riporta i risultati delle indagini di opinione pubblica condotte dall'Istituto. Crea, inoltre, presso la Doxa stessa, il dipartimento di ricerche sociali.
Nel 1965, assieme a Bartolo Mardessich e a Carlo Erminero dà vita a Demoskopea, il quale diverrà in pochi anni uno dei principali istituti di ricerca sull'opinione pubblica. Le più significative ricerche condotte negli anni Sessanta-Settanta dalla Demoskopea vengono pubblicate sulla rivista Ricerche Demoscopiche.
Nei primi anni ottanta, denunciando le manipolazioni e le strumentalizzazioni dei sondaggi di opinione da parte del mondo politico, Fabris cessa polemicamente di condurre sondaggi di questo genere e pubblica il saggio "I sondaggi di opinione pubblica: strumento di democrazia o di manipolazione del cittadino?". Nello stesso periodo, apre una propria società di ricerca, la GPF&Associati, che gli consente di monitorare, in tempo reale e con strumenti più consoni ad indagare una realtà sempre più complessa, i fenomeni e le dinamiche che traghetteranno l'Italia da società proto-industriale a società postmoderna.
Dopo un quarto di secolo trascorso con alterne fortune alla GPF&Associati (dapprima compartecipata dalla francese BVA, poi rivenduta alla società Allaxia, successivamente fallita, e rilevata infine dal gruppo Reti, controllato da Claudio Velardi), poco prima di morire Fabris inaugura Episteme srl, che nelle sue intenzioni sarebbe dovuta divenire una "boutique" della ricerca sugli scenari dei consumi e della comunicazione, sui valori e le tendenze emergenti. 
Abbandonati i metodi di analisi dei consumatori e del mercato, propri del marketing tradizionale (parametri socio-demografici, linguaggio ed atteggiamenti militareschi, quote e trend di mercato ecc.), negli anni '80 Fabris adotta il concetto di stile di vita (elaborato negli anni '70 dal sociologo americano Yankelovitch e successivamente europeizzato dal francese Alain de Vulpian, inventore del sistema 3SC) e in seguito approda all'idea che a muovere i comportamenti e le scelte degli individui sia una struttura latente, rappresentata dai valori che essi condividono o espressi dalle marche che acquistano. Capisaldi del percorso sono i libri: "Le otto Italie: dinamica e frammentazione della società italiana", "Consumatore & mercato", "Il nuovo consumatore: verso il postmoderno".
Monitorando in modo costante i trend socioculturali, nel 2009, mentre la crisi economica imperversa e il marketing si rivela sempre meno efficace, Fabris sintetizza il suo pensiero nel Societing, abbozzo di un approccio alternativo a quelli aziendalistico-economicistici, che intendeva sostituire con una visione socio-antropologica nel tentativo di captare meglio l'odierno Zeitgeist.
Fabris è stato ricercatore e consulente, e ha scritto per varie testate giornalistiche. È stato direttore della collana "Impresa, comunicazione, mercato" della casa editrice FrancoAngeli di Milano. È stato professore di sociologia dei consumi, e ha insegnato nelle università di Torino, Venezia Ca-Foscari, Trento, Milano IULM e Milano San Raffaele. È stato presidente della Triennale di Milano. È stato presidente del Centro Studi di Pubblicità Progresso.
Muore il 20 maggio 2010.

## Opere pubblicate
- 1964 - Motivazioni e pubblicità. Milano, ETAS Kompass.
- 1968 - Il lettore de "Il giorno": ricerca motivazionale. Pero (Milano), Poligrafico G. Colombi.
- 1968 - La comunicazione pubblicitaria. Milano, ETAS Kompass.
- 1970 - Il comportamento del consumatore: psicologia e sociologia dei consumi. Milano, FrancoAngeli.
- 1976 - Sociologia delle comunicazioni di massa.  Milano, FrancoAngeli (a cura di Fabris)
- 1977 - Il comportamento politico degli italiani. Milano, FrancoAngeli.
- 1978 - Il mito del sesso: rapporto sul comportamento sessuale degli italiani. Milano, Mondadori (con Rowena Davis)
- 1986 - Le otto Italie: dinamica e frammentazione della società italiana. Milano, Mondadori.
- 1992 - La pubblicità. Teoria e prassi. Milano, FrancoAngeli.
- 1995 - Consumatore & mercato. Milano, Sperling & Kupfer.
- 2001 - Amore e sesso al tempo di internet. Milano, FrancoAngeli (a cura di Fabris)
- 2001 - Consumi e organizzazioni. Milano, FrancoAngeli (a cura di Fabris e Vanni Codeluppi)
- 2003 - Il nuovo consumatore: verso il postmoderno. Milano, FrancoAngeli.
- 2004 - Valore e valori della marca: come costruire e gestire una marca di successo. Milano, FrancoAngeli (con Laura Minestroni)
- 2004 - L'esperienza del tempo di consumo tra pratiche e fruizione sociale. Milano, FrancoAngeli (a cura di Fabris e Egeria Di Nallo)
- 2006 - La comunicazione d'impresa. Milano, Sperling & Kupfer (a cura di Fabris)
- 2008 - Societing. Milano, Egea.
- 2010 - La società post-crescita. Milano, Egea.